# Лагера
Лагера е жилищен комплекс в София, който е част от район „Красно село“. Обхваща територия от 89,9 хектара, разположена между булевардите бул. „Цар Борис III“ (предишно име бул. „9-ти септември“) и бул. Акад. Иван Евстатиев Гешов (предишно име бул. „Димитър Несторов“), както и ул. ,,Житница" на югозапад, и промишлена зона на север в която са трамвайно депо ,,Красна поляна", завод на балканкар за електрокари, ТЕЦ ,,Земляне". От другата страна на бул. „Цар Борис III“ в югоизточна посока е ж.к. „Хиподрума“, на югозапад – ж. к. „Славия“, а на северозапад – ж. к. „Красна поляна“. В ж. к. „Лагера“ са разположени 25 ОУ „Д-р Петър Берон“ и 114 ЦДГ, както и Балкантон и НРС. Много близо до ж. к. „Лагера“ са културният център „Красно село“ и др.

## История
Името си кварталът получава от съществувалия на неговата територия военен лагер. През 20-те години на 20 век влиза в градоустройствения план и започват да се заселват бежанци от Добруджа. Постепенно се разраства и поглъща бежанските „Добруджански квартал“ и „Царибродски квартал“. Оформя се нова улица, наречена „Черна вода“ (преименувана „Съвет на Европа“) на името на стария севернодобруджанския град Черна вода. Общинската управа предоставя на бежанците терени, върху които си построяват еднофамилни къщи. Строителството се улеснява от работещата наблизо частна тухларска фабрика на братя Диневи.
През 30-те години на XX век е построена енорийската черква в квартала - „Рождество Богородично“. Храмът е обновен през 2010 година, като е разширен допълнително и вече е с капацитет 200 души. Освещаването на обновения храм е извършено от Знеполски епископ Йоан, викарий на Софийския митрополит и Български патриарх Максим, и от архимандрит Григорий, протосингел на Софийска епархия.

## Транспорт
- Трамваи: № 4, 5, 15
- Автобуси: № 63, 72, 73, 74, 83, 102, 260, 604
- метро – линия M3

## Архитектура
Основното застрояване на комплекса е от 60-те години, когато архитект Богдан Томалевски изготвя съвременното му градоустройствено решение. Жк. Лагера е характерен със старо, нискоетажно строителство (основно от 60-те години), и ЕПК строителство от 80-те години. През последните години[ неясно? ] има и „ново“ строителство, което е съсредоточено около бул. „Акад. Иван Гешов“, ул. „Мъглен“, ул. „Смолянска“. Почти всички сгради в района са с централно топлозахранване.

## Улици и произход на имената им
| Път                              | Наречен на                                       | Местоположение |
| -------------------------------- | ------------------------------------------------ | -------------- |
| „Академик Иван Евстратиев Гешов“ | Иван Евстратиев Гешов (1849 – 1924), политик     | Карта          |
| „Баба Илийца“                    | „Една българка“, разказ на Иван Вазов            | Карта          |
| „Балканджи Йово“                 | „Даваш ли, даваш, Балканджи Йово“, народна песен | Карта          |
| „Балчик“                         | Балчик, град в Североизточна България            | Карта          |
| „Боговец“                        | Боговец, връх в Сакар                            | Карта          |
| „Вили Кавалджиев“                | Вили Кавалджиев (1945 – 2010), музикант          | Карта          |
| „Гебедже“                        | Белослав, град във Варненско                     | Карта          |
| „Генерал Едуард И. Тотлебен“     | Едуард Тотлебен                                  | Карта          |
| „Добрич“                         | Добрич, град в Североизточна България            | Карта          |
| „Добротица Деспот“               | Добротица (? – 1386), владетел на Добруджа       | Карта          |
| „Драгшан“                        | Драгшан (? – 1015), военачалник                  | Карта          |
| „Евстати Пелагонийски“           | Евстатий Пелагонийски (1832 – 1888), духовник    | Карта          |
| „Житница“                        | ?                                                | Карта          |
| „Йосиф Цанков“                   | Йосиф Цанков (1911 – 1971), композитор           | Карта          |
| „Каварна“                        | Каварна, град в Балчишко                         | Карта          |
| „Костенец“                       | Костенец, село в Ихтиманско                      | Карта          |
| „Кюстенджа“                      | Кюстенджа, град в Югоизточна Румъния             | Карта          |
| „Мокренски проход“               | Мокренски проход, проход в Стара планина         | Карта          |
| „Мъглен“                         | Мъглен, област в Северна Гърция                  | Карта          |
| „Пиърс О'Махони“                 | Пиърс О'Махони (1850 – 1930), ирландски политик  | Карта          |
| „Плиска“                         | Плиска, град в Новопазарско                      | Карта          |
| „Смолянска“                      | Смолян, град в Южна България                     | Карта          |
| „Съвет на Европа“                | Съвет на Европа, международна организация        | Карта          |
| „Троянски проход“                | Троянски проход, проход в Стара планина          | Карта          |
| „Хайдушка поляна“                | ?                                                | Карта          |
| „Хризантема“                     | Хризантема (Chrysanthemum), род растения         | Карта          |
| „Христо Матов“                   | Христо Матов (1869 – 1922), революционер         | Карта          |
| „Цар Борис III“                  | Борис III (1894 – 1943), цар на българите        | Карта          |